# Übereinkommen über den internationalen Eisenbahnverkehr
Das Übereinkommen über den internationalen Eisenbahnverkehr, kurz COTIF (nach französisch Convention relative aux transports internationaux ferroviaires, englisch Convention concerning International Carriage by Rail), gehört zu den Rechtsvorschriften für den internationalen Eisenbahnverkehr und betrifft grenzüberschreitende Beförderungen von Gütern als auch von Personen. Aktuelle Version ist das COTIF 1999 nach dem Protokoll von Vilnius.
Zwei von sieben Anhängen des COTIF (Anhänge A und B) regeln das zivilrechtliche Vertragsverhältnis zwischen den Kunden der Eisenbahnbeförderung einerseits und den Beförderern andererseits. Hinsichtlich der Haftung der beteiligten Bahnen sind die Regelungen zwingend; die Beförderer können jedoch ihre Haftung erweitern.
Das COTIF-Regime gilt – mit Einschränkungen – europaweit und im angrenzenden asiatisch-afrikanischen Mittelmeerraum bis in den mittleren Osten, gegenwärtig (September 2024) für 53 Staaten und Organisationen. Die EU ist dem COTIF mit Wirkung vom 1. Juli 2011 beigetreten.
Das Abkommen ist in deutscher, englischer und französischer Sprache abgefasst, bei Zweifeln ist die französische Fassung maßgeblich.

## Geschichte
1893 trat das erste Internationale Übereinkommen über den Eisenbahn-Frachtverkehr (IÜG, später CIM genannt, 1. Berner Übereinkommen) in Kraft, das mit dem Office central des transports internationaux par chemins de fer à Berne (OCTI) ein erstes europäisches Zentralamt hatte (siehe Internationales Uebereinkommen über den Eisenbahnfrachtverkehr vom 14. Oktober 1890.).
Durch das neue Übereinkommen (COTIF 1980) wurde die Zwischenstaatliche Organisation für den internationalen Eisenbahnverkehr (OTIF, L’Organisation intergouvernementale pour les transports internationaux ferroviaires) gegründet. Die Organisation wurde ins Leben gerufen, um die Regelungen für den internationalen Frachtverkehr auf der Schiene zu vereinheitlichen und ihn dadurch zu vereinfachen und beschleunigen. Die OTIF gibt zudem die Zeitschrift für den internationalen Eisenbahnverkehr heraus.
Die Schwerpunkte der Tätigkeit der OTIF sind:
das internationale Eisenbahnbeförderungsrecht (Personenverkehr und Güterverkehr); die Beförderung gefährlicher Güter; Verträge über die Verwendung von Wagen; der Vertrag über die Nutzung der Eisenbahninfrastruktur; die Validierung technischer Normen und die Annahme einheitlicher technischer Vorschriften für Eisenbahnmaterial; die Beseitigung von Hindernissen beim Grenzübertritt im internationalen Eisenbahnverkehr; die Mitwirkung an der Ausarbeitung anderer internationaler Übereinkommen betreffend den Eisenbahnverkehr.
Das Übereinkommen COTIF wurde in Bern am 9. Mai 1980 unterzeichnet und ist am 1. Mai 1985 in Kraft getreten. (2. Berner Übereinkommen).
Mit dem Protokoll von Vilnius von 1999 ist das COTIF 1999 am 1. Juli 2006 in Kraft getreten.

## Umfang

### Personen – CIV (Anhang A)
Abschluss und Durchführung des Beförderungsvertrags sowie die Haftung der Beförderer im internationalen Eisenbahnpersonenverkehr sind in den Einheitlichen Rechtsvorschriften für den Vertrag über die internationale Eisenbahnbeförderung von Personen (CIV) geregelt. (Règles uniformes concernant le contrat de transport international ferroviaires des voyageurs).
Mit der Änderung des COTIF 1999 wurde auch die bis dahin bestehende Beförderungspflicht auf internationalen Eisenbahnlinien beziehungsweise -strecken aufgegeben.
Es gilt auch nicht mehr, dass die internationalen Tarife die Verbindungen bestimmen, für die internationale Fahrausweise ausgegeben werden. Sofern Beförderer als aufeinander folgende Beförderer zusammenarbeiten, treffen sie Vereinbarungen über die Preisberechnung und Aufteilung des Beförderungspreises untereinander.
Im Anhang CIV werden auch verbindliche Haftungsregelungen (Gefährdungshaftung; Mindesthaftungsbeträge; Haftungshöchstgrenzen teilweise unter Rückgriff auf das ergänzend heran zu ziehende Landesrecht) bei Verletzungen oder Tod der Reisenden, bzw. bei Beschädigung oder Verlust des mitreisenden Gepäcks sowie für Verspätungen getroffen.
Die Rechtsvorschriften CIV (mit Ausnahme einiger weniger Artikel) bilden den Anhang I zur Verordnung (EU) Nr. 2021/782 über die Rechte und Pflichten der Fahrgäste im Eisenbahnverkehr (Fahrgastrechteverordnung).

### Güter – CIM (Anhang B)
Abschluss und Durchführung des Frachtvertrags sowie die Haftung der Beförderer im internationalen Eisenbahngüterverkehr sind in den Einheitlichen Rechtsvorschriften für den Vertrag über die internationale Eisenbahnbeförderung von Gütern (Règles uniformes concernant le Contrat de transport international ferroviaire des marchandises) geregelt.
Diese legen den Inhalt des Frachtbriefs fest.
Auch Ganzzüge können im CIM-Regime verkehren.
Im Anhang CIM werden auch verbindliche Haftungsregelungen (Gefährdungshaftung, bzw. teilweise Haftung für vermutetes Verschulden; Haftungshöchstgrenzen) bei Beschädigung oder Verlust des beförderten Gutes sowie für Verspätungen getroffen.

### Gefahrgut – RID (Anhang C 1999)
Das Règlement concernant le transport international ferroviaire de marchandises Dangereuses (RID, Anhang C) regelt den Transport von Gefahrgut, deutsch Regelung zur Ordnung für die internationale Eisenbahnbeförderung gefährlicher Güter.
Das RID selbst besteht nur aus wenigen Artikeln, jedoch ist vor allem die umfangreiche technische Anlage von Bedeutung.
Die Regelungen entsprechen inhaltlich weitgehend dem Europäischen Übereinkommen über die internationale Beförderung gefährlicher Güter auf der Straße (ADR).
Die Anlage zur RID ist u. a. zugleich Grundlage für die EU-Richtlinie 2008/68/EG (Richtlinie über die Beförderung gefährlicher Güter im Binnenland).
Zur Vereinfachung der Arbeit und Abstimmung hat die COTIF einen RID-Fachausschuss als Organ der COTIF gebildet (siehe Artikel 13 § 1 d des COTIF 1999). Alle Mitgliedstaaten haben das Recht, Vertreter zu den Tagungen des RID-Fachausschusses zu entsenden, die in der Regel einmal jährlich stattfinden. Der RID-Fachausschuss ist nur dann beschlussfähig, wenn ein Drittel der Mitgliedstaaten vertreten ist (siehe Artikel 18 § 2 COTIF 1999). Der RID-Fachausschuss entscheidet über Anträge auf Änderung der Ordnung für die internationale Eisenbahnbeförderung gefährlicher Güter (RID) (siehe Artikel 33 § 5 COTIF 1999). Im Einverständnis mit der Mehrheit der Mitgliedstaaten kann das Sekretariat der OTIF Nichtmitgliedstaaten und internationale Organisationen und Verbänden, die für Beförderungsfragen zuständig sind, zu den Tagungen einladen (siehe Artikel 16 § 5 COTIF 1999). Die Arbeitssprachen sind Deutsch, Englisch und Französisch.

### Wagen – CUV (Anhang D 1999)
Die Règles uniformes concernant les contrats d'utilisation de véhicules en trafic international ferroviaire (CUV), deutsch Einheitliche Rechtsvorschriften für Verträge über die Verwendung von Wagen im internationalen Eisenbahnverkehr enthalten eine dispositive Regelung der Haftung für Schäden an und Verlust von Fahrzeugen, die als Beförderungsmittel verwendet (und nicht etwa als rollendes Gut befördert) werden.
Die Regelung unterscheidet nicht zwischen Privatwagen, bahneigenen oder sonstigen Wagen.

### Eisenbahninfrastruktur – CUI (Anhang E 1999)
Die Règles uniformes concernant le contrat d'utilisation de l'infrastructure en trafic international ferroviaire (CUI), (Einheitliche Rechtsvorschriften für den Vertrag über die Nutzung der Infrastruktur im internationalen Eisenbahnverkehr) umfassen Regelungen des zivilrechtlichen Vertragsverhältnisses für den Umgang mit „Schienenwegen und festen Anlagen, soweit sie für den Verkehr von Eisenbahnfahrzeugen und für die Verkehrssicherheit notwendig sind“.

### Technische Normen und Vorschriften – APTU (Anhang F 1999)
Die Règles uniformes concernant la validation de normes techniques et l'adoption de prescriptions techniques uniformes applicables au matériel ferroviaire destiné à être utilisé en trafic international (APTU), (dt. Einheitliche Rechtsvorschriften für die Verbindlicherklärung technischer Normen und für die Annahme einheitlicher technischer Vorschriften für Eisenbahnmaterial, das zur Verwendung im internationalen Verkehr bestimmt ist) legen das Verfahren fest, nach dem technische Normen und einheitliche technische Vorschriften für Eisenbahnmaterial für verbindlich erklärt bzw. angenommen werden.

### Technische Zulassung – ATMF (Anhang G 1999)
Die Règles uniformes concernant l'admission technique de matériel ferroviaire utilisé en trafic international (ATMF, Einheitliche Rechtsvorschriften für die technische Zulassung von Eisenbahnmaterial, das im internationalen Verkehr verwendet wird) regeln die technische Zulassung von Eisenbahnfahrzeugen und sonstigem Eisenbahnmaterial.

## Geltung

### Europa
Die meisten Staaten Europas (auch der Nicht-EU-Mitglieder) sind Mitglieder der OTIF.

#### EU
Der EU-Verkehrsministerrat hat am 16. Juni 2011 dem Beitritt der EU zur zwischenstaatlichen Organisation für den Internationalen Eisenbahnverkehr (OTIF) zugestimmt. Zwischen der OTIF und der EU wurde aufgrund dessen am 23. Juni 2011 eine entsprechende, zeitlich unbeschränkte Vereinbarung, in Kraft gesetzt. Die EU kann zwar kein Mitglied des Verwaltungsausschusses der OTIF werden. Sie zahlt auch keine (Haushalts-)Beiträge an die OTIF, jedoch hat die EU das Recht, an allen Gremien und Sitzungen der OTIF teilzunehmen. Soweit die EU dieses Recht wahrnimmt, können an ihrer Stelle die jeweiligen Mitgliedstaaten der EU nicht mehr gesondert daran teilnehmen; die Stimmenzahl der EU entspricht dabei der Summe der Stimmanteile ihrer Mitgliedstaaten.
Die Anhänge E (CUI), F (APTU) und G (ATMF) zum COTIF 1999 enthalten jedoch Vorschriften betreffend Gegenstände, die auch durch das Recht der Europäischen Union geregelt werden; die inhaltliche Abgrenzung zueinander ist bis heute nicht in allen Teilen verbindlich gelöst.

#### Deutschland
Deutschland hat das COTIF 1999 ratifiziert. Dessen Bestimmungen sind so seit dem 1. Juli 2006 auch in der Bundesrepublik Deutschland anzuwenden. Eine Erklärung gemäß Artikel 42 COTIF betreffend die Nichtanwendung des Anhangs E (?, nicht erwähnt in BGBl. 2002 II S. 2140, 2142) sowie der Anhänge F und G (BGBl. 2014 II S. 1275) hat Deutschland inzwischen zurückgezogen.

#### Österreich
Auch Österreich hat COTIF 1999 mit 1. Juli 2006 übernommen. Neben dem Art. 42 COTIF (CUI, APTU, ATMF) hat es insbesondere Vorbehalte gegen die Art. 2, § 1, CIV und Art. 2, § 1, CUI (jeweils Anwendungsbereich) angemeldet. Mit dem Beitritt der EU zum COTIF ist die Erklärung Österreichs betreffend die Nichtanwendung der Anhänge E, F und G hinfällig geworden.

#### Schweiz
In der Schweiz ist COTIF seit 1999 vollinhaltlich gültig.

### Weitere Länder
Die OTIF hat 53 Mitglieder (Staaten und Organisationen); Jordanien ist lediglich assoziiertes Mitglied, die Mitgliedschaften des Libanon, des Irak und Syriens ruhen derzeit. (Stand: September 2024)